# Hans von Halban (Chemiker)

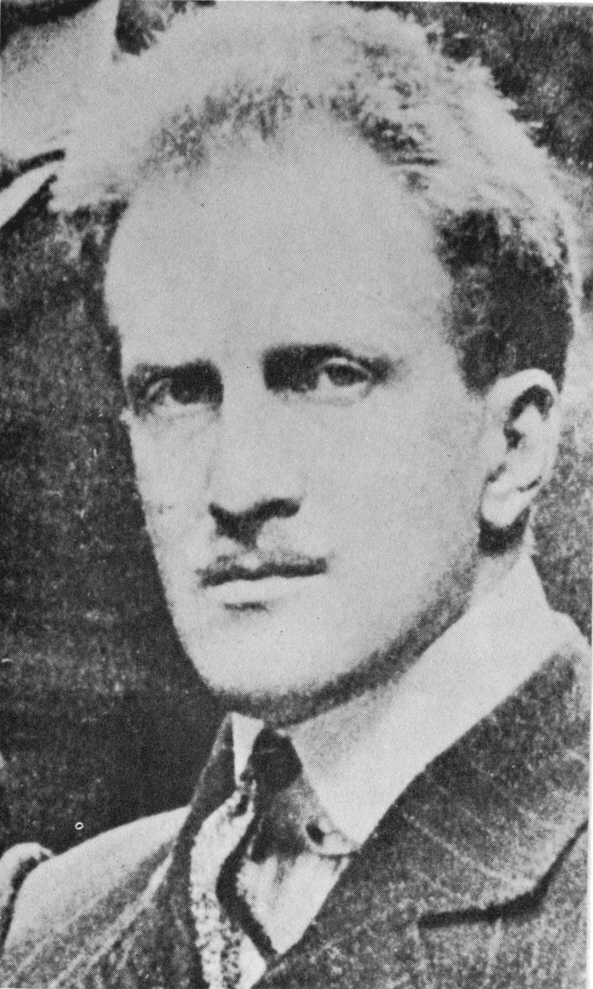
Hans von Halban Dezember 1909 in Würzburg

Hans von Halban (auch Johann, * 21. Oktober 1877 in Wien; † 7. Oktober 1947 in Zürich) war ein österreichisch-schweizerischer Physikochemiker aus der Familie Halban.

## Leben und Wirken
Hans von Halban war der Sohn des Juristen und Kanzleidirektors des Wiener Abgeordnetenhauses Heinrich von Halban (1844–1902). Sein Sohn Hans von Halban jr. (1908–1964) wurde Kernphysiker.
Er studierte ab 1895 zwei Semester Maschinenbau an der TH Wien und im Anschluss daran Chemie an der ETH Zürich (damals Polytechnikum). Nach seiner Promotion bei Alfred Werner 1902 über „Untersuchungen über Chromammoniakverbindungen“. wechselte er nach kurzer Wehrpflicht in Wien an die Universität Leipzig.
Dort arbeitete er bei Wilhelm Ostwald bis zu dessen Demission 1905 und anschließend bis 1908 als Assistent bei Max Le Blanc in Leipzig. Seine Habilitationsschrift „Ueber den Einfluss des Lösungsmittels auf die Reaktionsgeschwindigkeit“ wurde 1909 von der Universität Würzburg angenommen. Hier erhielt er als neuer Privatdozent vom Institutsvorstand Julius Tafel den Auftrag zur Gründung einer physikalisch-chemischen Abteilung.
Während des Ersten Weltkriegs diente er als k.u.k.-Kriegsfreiwilliger bis zu einer schweren Erkrankung 1916, nach der er bis 1918 dann im Wissenschaftlichen Komitee für Kriegswirtschaft in Wien tätig war. Bereits während seiner Abwesenheit war er 1915 in Würzburg zum a.o. Professor ernannt worden.
Seine Forschungsgebiete bauten auf denen von Ostwald auf. Er befasste sich mit Dissoziation in Elektrolyten und Reaktionskinetik (besonders Kinetik schneller Reaktionen) und entwickelte zur erforderlichen genauen Messung von Konzentrationen optische Methoden (Spektralphotometrie mit edelgasgefüllten Alkali-Photozellen).

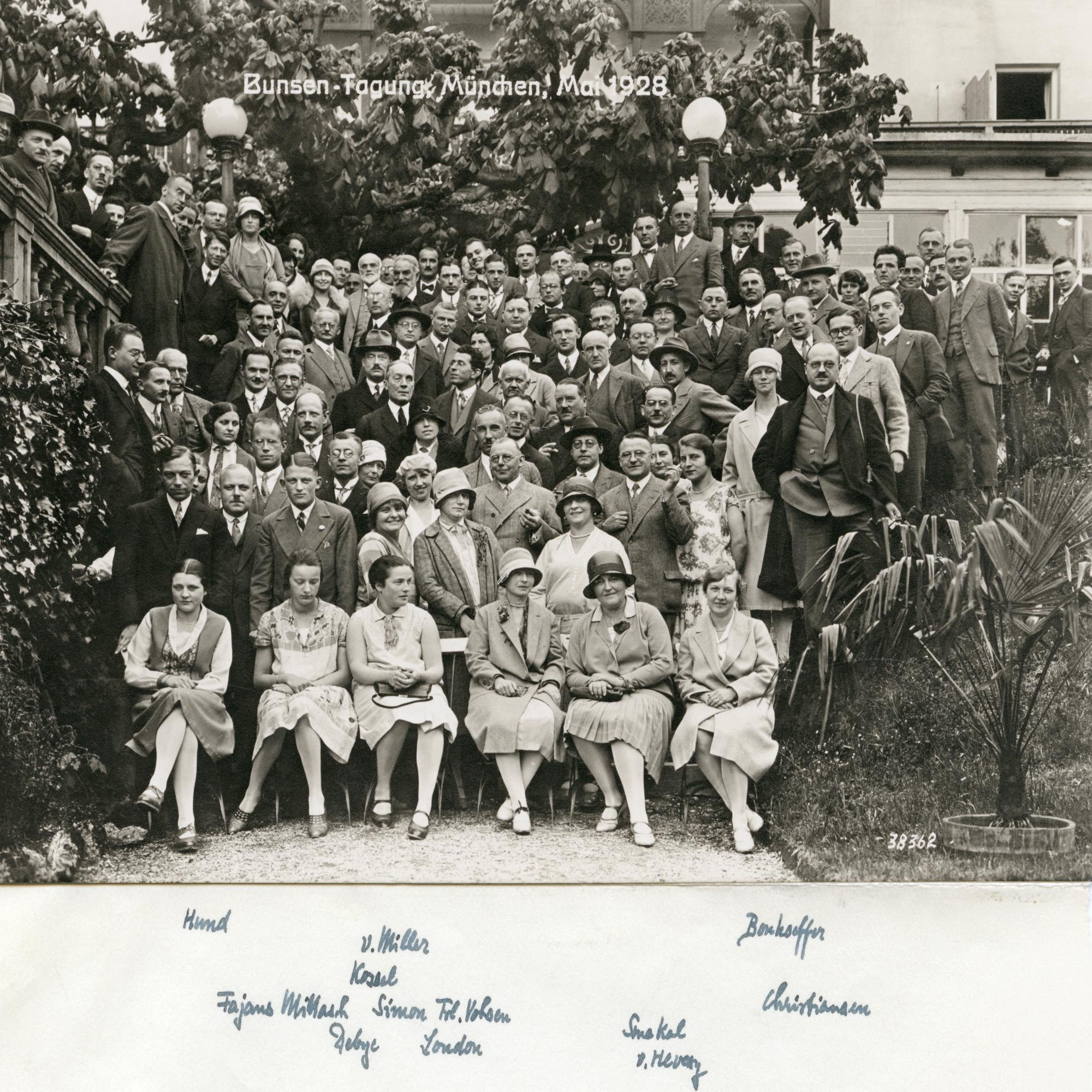
Bunsen-Tagung 1928

Da ihm bis 1923 in Würzburg keine ordentliche Professur angeboten worden war, bemühte er sich um eine Tätigkeit bei der Metallgesellschaft in Frankfurt am Main. 1924 erhielt er dort die Leitung des Metallkundlichen Laboratoriums. Im Umfeld der Bunsen-Tagung Mai 1928 knüpfte er wieder Kontakte zu Universitäten. Zum Wintersemester 1930/31 erhielt er einen Ruf auf die Lehrstuhlnachfolge für Physikalische Chemie von Victor Henri an der Universität Zürich Später erhielt er die Schweizer Staatsbürgerschaft.